# AD Cuajiniquil
La Asociación Deportiva Cuajiniquil fue un equipo de fútbol de Costa Rica.

## Historia
Fue fundado en el año 2013 en el distrito de Cuajiniquil del cantón de La Cruz de la provincia de Guanacaste y es el equipo que representa al cantón en fútbol en Costa Rica.
En la temporada 2014/15 el club debuta en la Primera División de LINAFA, alcanzando la fase de ascenso a la Segunda División de Costa Rica, pero es eliminado en cuartos de final.
En la temporada 2015/16 el equipo vuelve a clasificar para ganar el ascenso, pero es eliminado en la tercera fase.